# Důl Rössing
Důl Rössing (oficiální název Rössing Uranium Mine) v Namibii je nejstarší a zároveň jeden z největších povrchových dolů na těžbu uranu na světě. Nachází se v Namibské poušti v regionu Erongo. Od přístavního města Swakopmundu je vzdálen zhruba 53 km km vzdušnou čarou směrem na severovýchod do vnitrozemí (po silnici a železnici činí vzdálenost přibližně 70 km). Od hranic Národního parku Dorob (Dorob National Park) na západě důl dělí zhruba 14 km, od hranic Národního parku Namib-Naukluft (Namib-Naukluft National Park) na jihu je vzdálen necelé 3 km a od koryta řeky Khan Rivier sotva 2 km vzdušnou čarou.   

## Podnebí a geologické podmínky
Důl se nachází v suchém pouštním prostředí. Zejména na jaře a na podzim zde značně kolísá venkovní teplota - rozdíl během dne může činit až 20 stupňů. Nejteplejším obdobím roku je měsíc březen, nejchladnějším pak srpen, avšak pod bod mrazu teploty klesají jen výjimečně.
Ložisko o mocnosti cca 18 metrů se nachází v oblasti migmatitů a žulových pegmatitů, které obsahují uran. Uranová ruda v této oblasti je poměrně chudá, obsah uranu v rudě je cca 0,045%, přičemž celosvětový průměr činí 0,15%. Podloží je tvořeno přeměněnými horninami - vyskytují se zde biotit, křemence, amfibolity, biotitické břidlice a mramory. V lokalitě Rössing bylo nalezeno a  určeno na sedm desítek různých minerálů.

## Historie

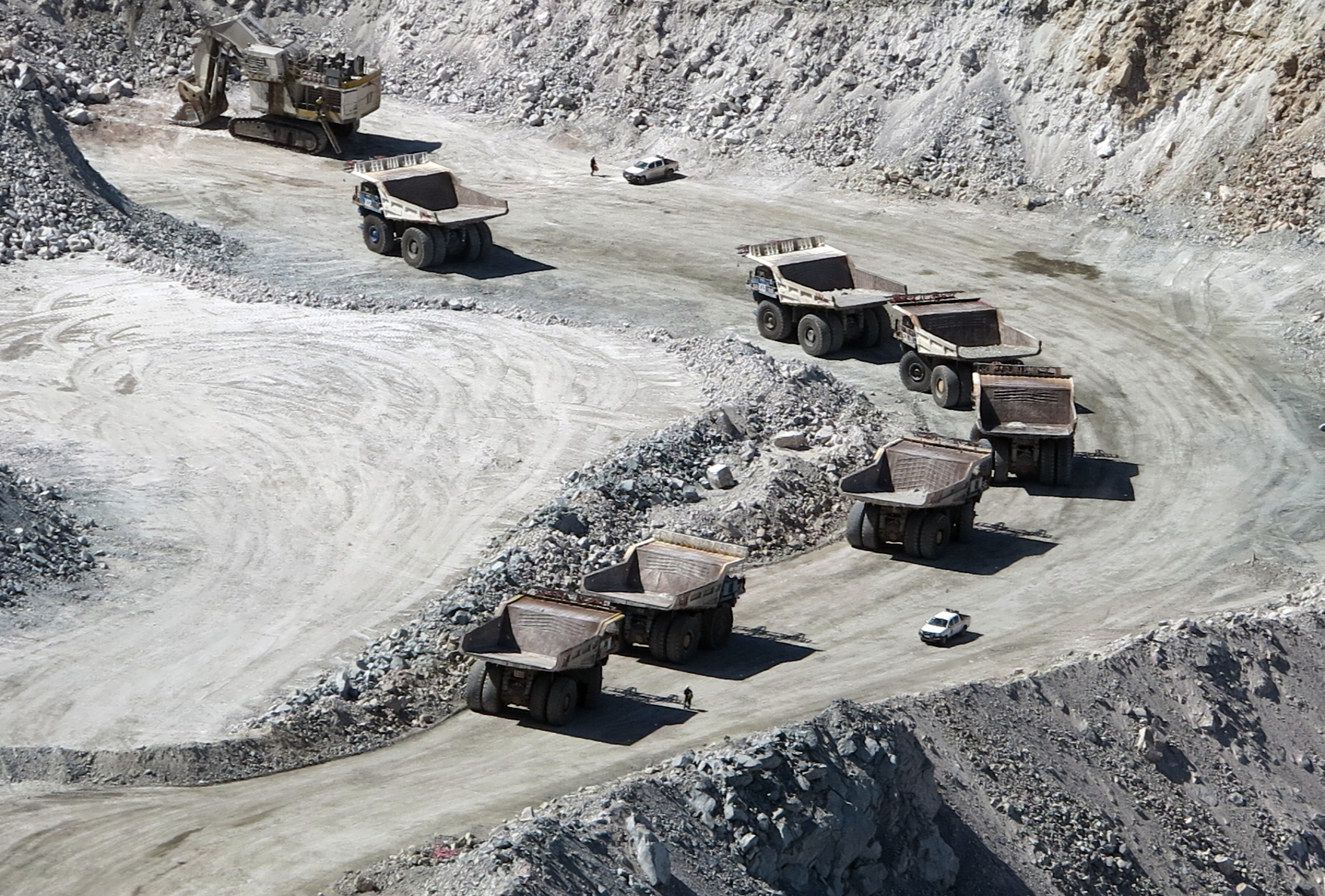
Provoz v dole

Uran byl objeven v Namibské poušti již v roce 1928, avšak až do 50. let 20. století jeho zdejší ložiska prakticky nebyla využívána. Společnost Rio Tinto si zajistila těžební práva na uranové ložisko v lokalitě Rössing v roce 1966, těžbu však zahájila až o 10 let později. Následujícího roku, v roce 1977, bylo vytěženo 3000 tun uranové rudy. Těžební licence Rossing Uranium Mine platí pro území o rozloze 180 km2, z čehož plochu cca 25 km² zaujímá samotný důlní areál s přilehlými provozy.
Za dobu existence dolu bylo až do konce roku 2014 vytěženo v Rössingu celkem 127 405 tun uranové rudy. Společnost Rio Tinto Ltd tuto surovinu dodává odběratelům ze tří kontinentů - Evropy, Asie a Severní Ameriky - jako palivo pro jaderné elektrárny.

## Vlastnictví
Pokud jde o vlastnické podíly Rössing Uranium Mine, 69% akcií patří společnosti Rio Tinto. Již při zahájení těžby v roce 1976  zakoupila 15% akcií vláda Íránu, která namibijský uran využívá pro svůj jaderný program. (Na toto riziko poukázala v příslušné rezoluci v roce 2010 Organizace spojených národů i Spojené státy). Dalších 10% patří společnosti IDC z Jihoafrické republiky. Vláda Namibie vlastní pouhá 3% akcií - stejně jako místní menšinoví akcionáři. V roce 2018, kdy z důvodu poklesu cen uranu byl v Namibii zavřen Důl Langer Heinrich, se objevily zprávy o tom, že  Rio Tinto jedná o prodeji Dolu Rössing čínské společnosti China National Nuclear Corp. (CNNC).

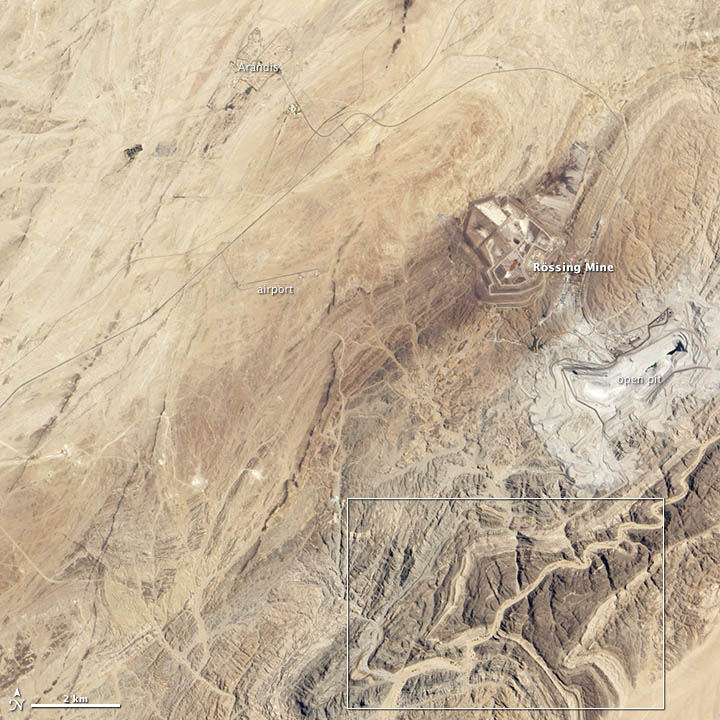
Důl Rössing, městečko Arandis (vlevo nahoře) a koryto řeky Khan (dole) na satelitním snímku NASA z roku 2013

## Ekologická rizika
Povrchový důl je dlouhý 3 km a široký 1,5 km, jeho hloubka dosáhla v roce 2016 390 metrů. Od počátku 21. století se prakticky každým rokem objevovaly navzájem si odporující informace o snížení či ukončení těžby, nebo naopak o jejím dalším rozšíření. Některé zprávy hovořily o ukončení těžby v roce 2007 nebo 2016, jiné o snaze zvýšit produkci uranu na 4000 tun ročně a pokračovat až do 20. let 21. století, respektive dokonce až do roku 2032, jak tvrdí zpráva z roku 2015.
Odborníci i veřejnost poukazují na některá rizika, doprovázející těžbu uranu v oblasti Rössing. Především se jedná o ohrožení podzemních vod, jejichž zdroje jsou v Namibii velmi chudé. Značným rizikem jsou především možné průsaky roztoků z usazovací nádrže, která se nachází vedle dolu. Kritika, zejména v minulosti, mířila i na úroveň ochrany zdraví a pracovních podmínek místních dělníků, z nichž drtivou většinu tvoří Namibijci, vesměs ubytovaní v městečku Arandis, které je jakýmsi zázemím pro činnost společnosti Rio Tinto v této lokalitě. Ohrožení představují také nepředvídatelné havárie, jako například bylo vykolejení dvou lokomotiv společnost TransNamib a  cisterny se 100 000 litry kyseliny sírové pro důl Rössing na trati mezi Walvis Bay a Swakopmundem v červenci roku 2015.
Ke konci října 2016 bylo připraveno zahájení průmyslové těžby v dalším uranovém dole v regionu Erongo u řeky Khan, který má rozlohou a produkcí ještě předčit důl Rössing - v dole Husab (původní název byl Rössing South,  Rössing-jih). Ve výhledu by se tento důl, patřící čínské těžařské společnosti, měl stát druhým největším uranovým dolem na světě.